# 绍兴城墙

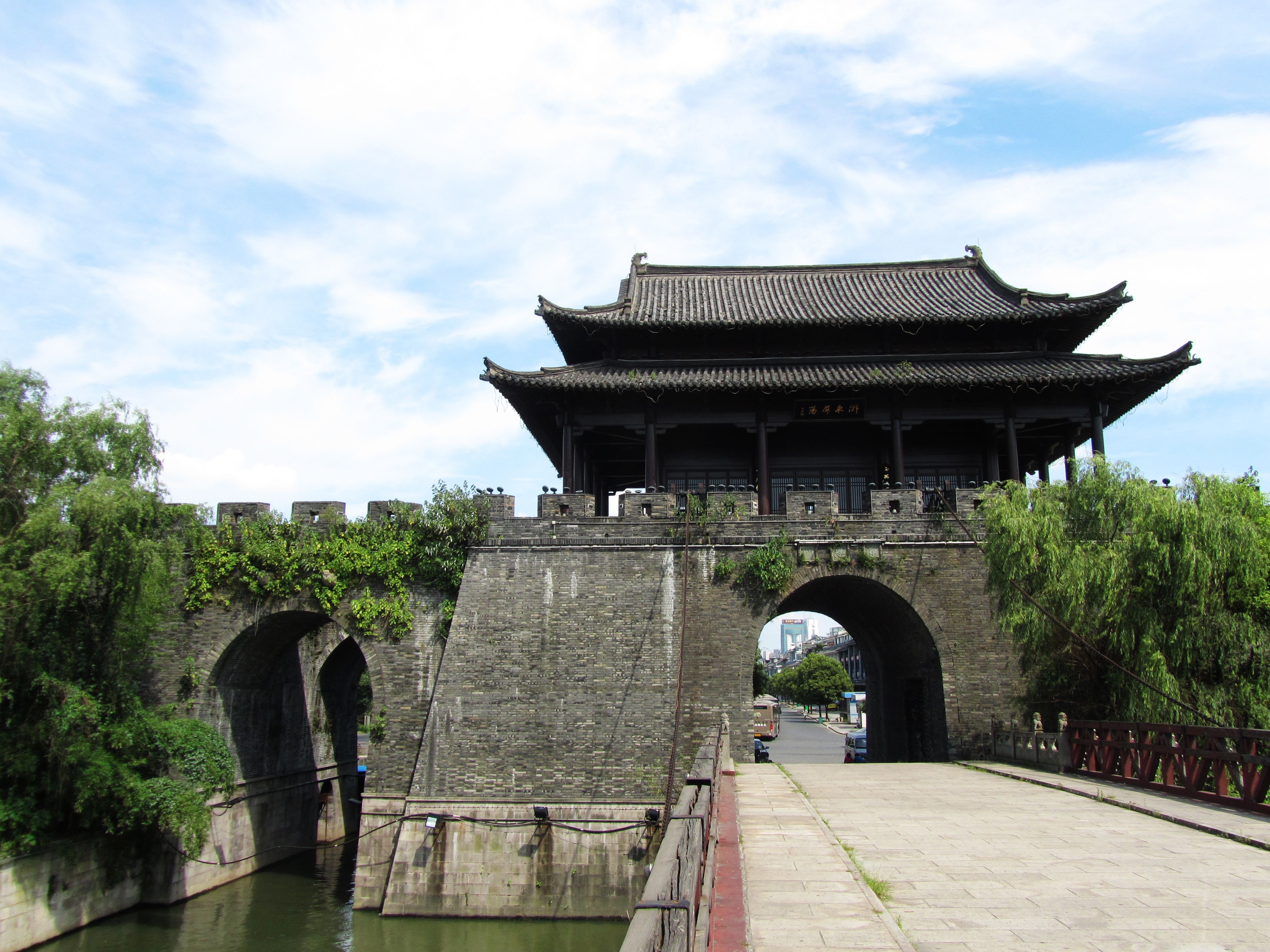
绍兴迎恩门

绍兴城墙，位于中国浙江省绍兴市市区。1938年城墙拆除，后改为环城马路。现有重建的都泗门、迎恩门。

## 历史
越王勾践时，绍兴即有筑城。隋开皇年间，越国公杨素修罗城。南宋嘉定十六年（1223年），郡守汪纲重修城墙，并设9门。
1922年，为修建萧绍公路，拆除西郭门至昌安门1836米城墙并作为路基。1938年2月，拆除全部城墙。2000年，重建都泗门、迎恩门（西郭门）。

## 城门
原绍兴城有十个城门，分别为偏门，水偏门，南门，都泗门，东郭门，西郭门，五云门，昌安门，稽山门和罗门。